# Hong Myung-Bo
Hong Myung-bo (n. 12 februarie 1969, Seul, Coreea de Sud) este un fost fotbalist sud-coreean care alături de Cha Bum-kun este considerat ca fiind unul dintre cei mai buni fotbaliști asiatici. Hong a participat la patru Campionate mondiale, fiind singurul jucător asiatic care a participat la patru turnee finale. El juca ori ca fundaș central ori ca libero. S-a retras la finalul sezonului 2004 din Major League Soccer încheindu-și cariera la Los Angeles Galaxy. El a fost trecut de Pelé pe lista FIFA 100.